# Nowy Folwark (Silésie)
Pour les articles homonymes, voir Nowy Folwark.
Nowy Folwark est une localité polonaise de la gmina de Miedźno, située dans le powiat de Kłobuck en voïvodie de Silésie.